# 罗氏碘泡虫
罗氏碘泡虫（学名：Myxobolus lomi）为碘泡科碘泡虫属的动物。分布于俄罗斯以及辽宁、湖北、四川、江西、浙江等，营寄生生活，寄生在青鱼、鲩的鳃、肠、肾、胆、鲤的鳃、肠以及赤眼鳟、白甲鱼的鳃。